# بیابان‌گردی

گردشگران در تپه‌های بیابانی منطقه مرنجاب کاشان

بیابانگردی، یکی از گونه‌های طبیعت‌گردی است. سیمای منحصر به‌فرد بیابان‌ها، حیات جانوری و گیاهی، آسمان شب، یادمان‌های تاریخی، آرامش بیابان و بسیاری از جذابیت‌های دیگر، بیابان‌ها را به یکی از جاذبه‌های طبیعت تبدیل کرده و گردشگران را به بازدید از این مناطق مشتاق نموده است.
حتی گروهی از گردشگران ماجراجو با پذیرش سختی‌های فراوان برای گذر از بیابان‌های بزرگ و تاب آوردن در شرایط سخت بیابانی، سفرهایی پرماجرا را برای خود رقم می‌زنند.
امروزه برخی از کشورها مانند تونس تنها از گردشگری در بیابان های خود سالانه تا سه میلیارد دلار درآمد کسب می‌کنند. این در حالی است که رونق گردشگری در بیابان نه تنها سبب بازده اقتصادی برای گستره وسیعی از کشورها که ظرفیت‌های تولیدی کشاورزی و صنعتی رقابتی ندارند، فراهم می‌آورد بلکه برخی شیوه‌های سنتی فراموش شده مانند صنایع دستی و شتربانی را احیا نموده و به بهبود سطح زندگی جوامع محلی می‌انجامد.

## منابع گردشگری طبیعی

گردشگران در تپه‌های بیابانی منطقه مرنجاب کاشان

## فعالیت‌های گردشگری

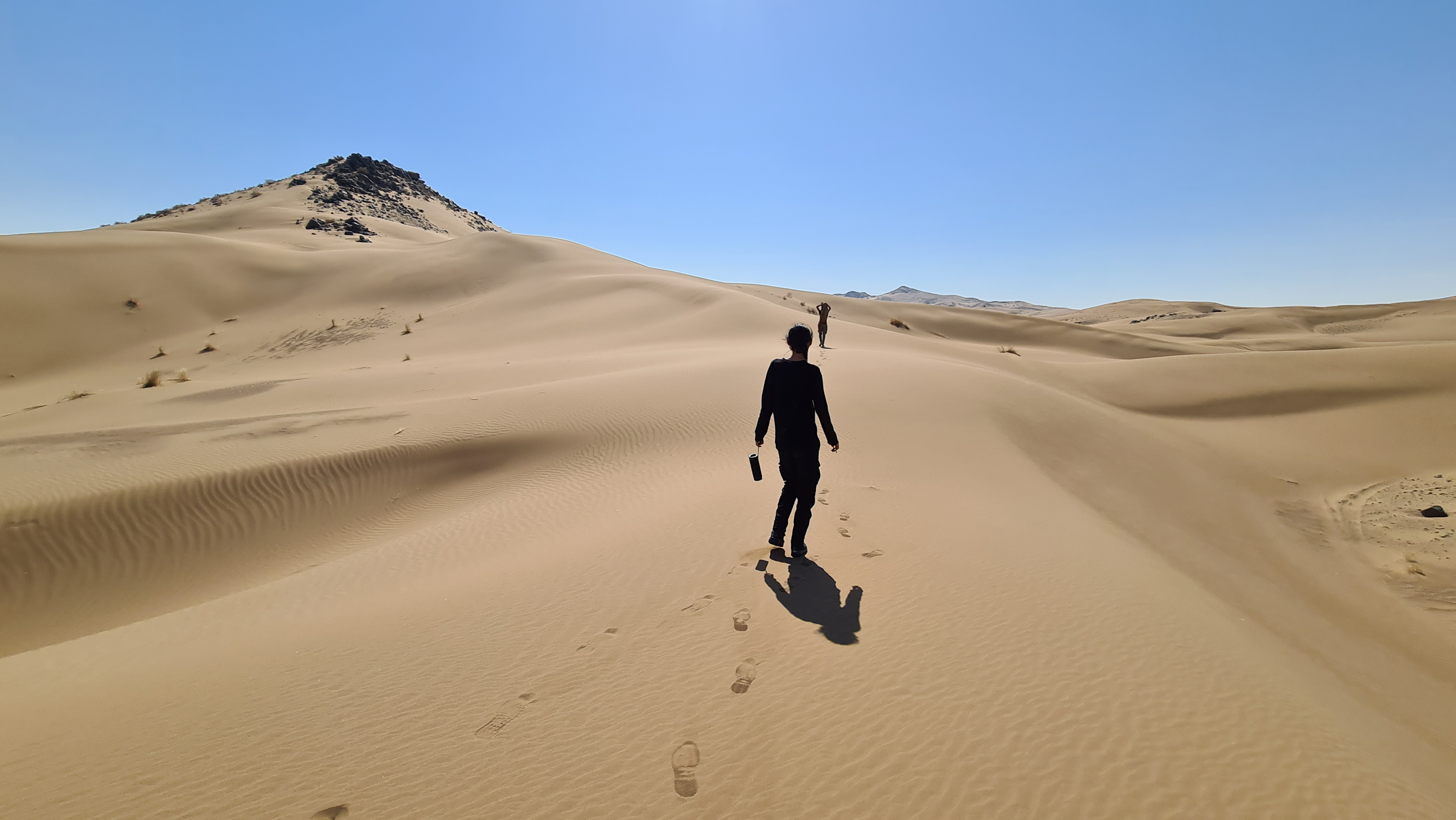
کویر مرنجاب در استان اصفهان که با استقبال گردشگران سالانه بسیاری مواجه است